# Pen (雑誌)
Pen（ペン）は、CCCメディアハウスが発売している男性向けカルチャー・ライフスタイル誌である。月刊。

## 概要
1997年創刊の月刊誌ギリーがその翌年にリニューアルされ、月刊Penとして新創刊された。デジタルが急速に普及するなか、手書きの温かみを大切にしたいというコンセプトからこの誌名がつけられた。創刊号の特集は、「蘇った英国へ」。
2000年10月1日号から月2回刊（毎月1・15日発売）。2021年4月15日発売号をもって月2回刊を終了し、5月28日発売の7月号から月刊誌へと発行形態を変更した。
なお月刊ペン事件で知られる『月刊ペン』とは無関係である。

## 主な内容
デザインやアート、ファッション、食、旅、建築など、毎号取り上げるテーマは異なり、あらゆるカルチャーに関心のある層から支持を得ている。毎年3月1日・9月1日に発売される号は「ファッション特大号」と題してモード界を代表するブランドの最新コレクションを紹介する。
所得の高い30、40代男性が読者層の中心だが、女性の購読者も多い。
多岐にわたる特集のなかでも、とくにデザイン関連に強く、2006年には、ユニクロや国立新美術館などのロゴデザインで知られるアートディレクター佐藤可士和を特集した。近年では、茶の湯、神社仏閣、相撲、戦国武将など日本文化を積極的にとりあげている。
マガジンハウスの『BRUTUS』とは誌面構成、テーマが類似しており、また発売日も同じ毎月1・15日であった。
2014年10月15日号（同年10月1日発売）より、出版元の事業譲渡により、CCCメディアハウス発行・発売となった。

## 歴代編集長
- 蝦名芳弘
- 小沢博
- 木田隆子
- 安藤貴之

## アートディレクター
- 志村正人

## Penクリエイター・アワード
2017年、その年に最も活躍した表現者をたたえる賞として「Penクリエイター・アワード」が創設された。

### 受賞者一覧

#### 第1回（2017年）
- 森永邦彦
- 高橋一生
- 土屋太鳳
- 岩崎貴宏
- 原野守弘
- 村松亮太郎
- 長谷井宏紀
- ヨシダナギ
- 最果タヒ
- Suchmos

#### 第2回（2018年）
- 吉田鋼太郎
- 猪子寿之
- 稲垣吾郎
- 名和晃平
- 松岡茉優
- 石上純也

#### 第3回（2019年）
- 菅田将暉
- 光石研
- 塩田千春
- 石川直樹
- 白石和彌
- 佐藤カズー
- 瀧内公美
- 中田敦彦
- 丸龍文人

#### 第4回（2020年）
- 常田大希
- 鴻池朋子
- 小林圭
- 田根剛
- 遠野遥
- 神田伯山

#### 第5回（2021年）
- 黒河内真衣子
- 目 ［mé］
- 武井祥平
- anno lab
- 伊藤亜沙
- ヘラルボニー
- we+

#### 第6回（2022年）
- 市川染五郎
- 宮崎吾朗
- Chim↑Pom from Smappa! Group
- 池澤樹 + 篠原ともえ／STUDEO
- 反田恭平
- 山口つばさ

##### 特別賞
- 池田亮司
- 三澤遥
- 大西麻貴 + 百田有希／o+h
- 小林寛司・有巳
- 高尾俊介
- 岸井ゆきの
- 太刀川英輔
- 村瀬弘行
- 糸井章太
- 中谷ミチコ

#### 第7回（2023年）
- 安藤サクラ
- YOASOBI
- 宮藤官九郎
- 小川哲
- 永山祐子
- ルシール・レイボーズ&仲西祐介